# Nicholle Tom
Pour les articles homonymes, voir Tom.
Nicholle Tom, née le 23 mars 1978 à Hinsdale, (Illinois, États-Unis), est une actrice américaine.

## Biographie
Nicholle Tom est née à Hinsdale près de Chicago dans l'Illinois en 1978. Nicholle est la sœur jumelle de David Tom, sa  sœur est Heather Tom. Tous deux ont joué dans Les Feux de l'amour.
Elle a commencé sa carrière rapidement en faisant des publicités à Chicago. Elle déménage ensuite avec sa famille à Los Angeles, et intègre une école pour jeunes acteurs, le Strasberg Institute. Rapidement, elle décroche un rôle dans le film Beethoven puis dans sa suite. Dans le dessin animé Beethoven, elle prête sa propre voix au personnage qu’elle joue dans le film.
À la télévision, elle joue en 1992 dans plusieurs épisodes de la série Beverly Hills 90210 dans laquelle elle a interprété le rôle de Sue Scanlon et dans la série Le Prince de Bel-Air. En 1993, elle devient Maggie Sheffield dans la sitcom Une nounou d'enfer, jusqu'à l'arrêt de la série en 1999. Elle a aussi prêté sa voix dans les dessins animés Superman et Batman.

## Filmographie

### Cinéma
- 1990: Un flic à la maternelle: une élève de 3e

1992 : Beethoven : Ryce Newton
- 1993 : Beethoven 2 : Ryce Newton
- 1994 : Season of Change : Sally Mae Parker
- 1996 : Voies de fait (What Kind of Mother Are You?) : Kelly Jameson
- 1999 : The Sterling Chase : Alexis
- 2000 : Urban Chaos Theory : La fille
- 2000 : Panic : Tracy
- 2000 : Rave (en) : Sadie
- 2001 : Robbie's Brother : Andrea
- 2001 : Princesse malgré elle (The Princess Diaries) : Teen Reporter Cassie
- 2005 : In Memory of My Father : Nicole
- 2006 : The Strange Case of Dr. Jekyll and Mr. Hyde : Carla Hodgkiss
- 2010 : My Family's Secret : Lara Darcie
- 2012 : Hang Loose : Nikki
- 2014 : Private Number : Katherine Lane
- 2014 : 3's a Couple : Michelle
- 2016 : Saturn Returns : Katie
- 2017 : F*&% the Prom : Principal Statszill

### Télévision
- 1987 : Jim Henson Presents Mother Goose Stories (série télévisée)
- 1993 : Le Complot de la haine (Bloodlines: Murder in the Family) (TV) : Jacy Woodman
- 1993-1999 : Une nounou d'enfer : Margaret "Maggie" Sheffield
- 1993 : Beverly Hills 90210 (série télévisée) : Suzi (Sue) sœur de Scott
- 1994 : Beethoven (série télévisée) : Annie Newton (voix)
- 1995 : The Nanny Christmas Special: Oy to the World (TV) : Margaret 'Maggie' Sheffield (voix)
- 1996 : Liaison impossible (For My Daughter's Honor) (TV) : Amy Dustin
- 1997 : Délit d'abandon (Unwed Father) (téléfilm) de Michael Switzer :  Melanie Crane
- 2000 : Ice Angel (TV) : Sarah Bryan
- 2004 : The Book of Ruth (TV) : Ruth
- 2007 : Esprits criminels (série TV) : Ancienne blessure (saison 3 épisode 14)
- 2007 : Burn Notice (série TV) (saison 1 épisode 12)
- 2008 : Cold Case : Affaires classées (série TV) : Ghost of My Child 'Berceau de cendres' : Priscilla Chapin
- 2008 : L'obsession d'une mère (TV): Lily Stanler
- 2009 : Mentalist  (série TV) : Yolanda Quinn as Marilyn Monroe (saison 1 épisode 19)
- 2009 : FBI : Portés disparus (série TV) : Molly Samson (saison 7 épisode 21)
- 2009 : La mort en pièce jointe (téléfilm) : Romy Webster
- 2010 : Castle (série TV) : The Late Shaft (saison 2 épisode 20)
- 2010 : Secrets de famille, My Family's Secret   (Téléfilm) : Lara Darcie
- 2013 : Mortelle performance (Fatal Performance) (TV) : Dana Tilly
- 2013 : Masters of Sex (série TV) : Maureen (saison 1 épisode 2)
- 2015 : Gotham (série TV) : Miriam Loeb (saison 1 épisode 18)
- 2015 : Stalker (série télévisée) : Zoe (saison 1 épisode 14)
- 2015 : Meurtre à la Une (téléfilm) : Heather Pearson
- 2022: Casey Withe et Vicky White les amants fugitifs  (téléfilm)

## Distinctions

### Nominations
- 1993 : Young Artist Awards de la meilleure jeune actrice dans une comédie familiale pour Beethoven (1992).
- 1994 : Young Artist Awards de la meilleure jeune actrice dans une série télévisée comique pour Une nounou d'enfer (1993–1999).
- 1994 : Young Artist Awards de la meilleure distribution dans une série télévisée comique pour Une nounou d'enfer (1993–1999) partagé avec Benjamin Salisbury et Madeline Zima.
- 1995 : Young Artist Awards de la meilleure distribution dans une série télévisée comique pour Une nounou d'enfer (1993–1999) partagé avec Benjamin Salisbury et Madeline Zima.
- 1995 : Young Artist Awards de la meilleure distribution dans une comédie familiale pour Beethoven 2 (1993) partagé avec Christopher Castile et Sarah Rose Karr .
- 1995 : YoungStar Awards de la meilleure jeune actrice dans une série télévisée comique pour Une nounou d'enfer (1993–1999).
- 1996 :  Young Artist Awards de la meilleure jeune actrice dans un téléfilm pour Une nounou d'enfer (1993–1999).
- 1997 : YoungStar Awards de la meilleure jeune actrice dans une série télévisée pour For My Daughter's Honor (1996).